# 松下正寿
松下 正寿（松下 正壽、まつした まさとし、1901年〈明治34年〉4月14日 - 1986年〈昭和61年〉12月24日）は、日本の元政治家、国際政治学者、著述家。第5代・6代・7代立教大学総長、元参議院議員（1期）、核兵器禁止平和建設国民会議（核禁会議）初代議長、Ph.D（コロンビア大学）、正四位、勲二等旭日重光章受章。
極東軍事裁判では東条英機の弁護人を務めたほか、岸信介首相の特使として英国政府にクリスマス島の原水爆実験の中止要請を行った。強固な反共主義者としても知られ、民社党系の核禁会議の結成に尽力。1970年代以降、文鮮明を師と仰ぎ、世界平和教授アカデミー会長、世界日報論説委員、宗教新聞社社主を務めるなど統一教会の最高幹部として関連団体で要職を歴任した。立教大学初代学長の元田作之進は義父。

## 来歴

### 生い立ち
京都府京都市生まれ。母方の祖父松下一郎は牧師で、松下家はキリスト教徒の家系であった。父は立教学校でチャニング・ウィリアムズ（立教大学創設者）に師事し、母は立教女学校出身の亀徳（きとく）しづ。兄は青山学院大学教授の亀徳正臣（1899-1954）。母方の姓を名乗る。青森県八戸市の八戸聖公会で育つ。旧制八戸中学校（現 青森県立八戸高等学校）を経て1922年に立教大学商学部を卒業。コロンビア大学でPh.D、カールトン大学で学士号を取得したほか、ミネソタ大学やジョンズ・ホプキンス大学にも留学した。
1929年、28歳で母校である立教大学に教授として着任。1943年5月、立教大学を辞職。時期は不明だが、同大学初代学長の元田作之進の娘と結婚。
第二次世界大戦中は、高木惣吉の提唱により設置された大日本帝国海軍軍務局調査課のブレーンを務め、各種研究会に所属していた。1946年に始まる極東国際軍事裁判（東京裁判）では東条英機の弁護人を務めた。1948年弁護士開業。戦後は自著『米洲広域国際法の基礎理念』がもとで公職追放された。追放解除後に復職。

### 立教大学総長
1955年6月30日、立教大学の理事会が開かれ、総長に選出された。在任中は法学部の設立に尽力した。米国聖公会が決定したアジアへの原子炉寄贈に積極的に働きかけ、1957年に原子力研究所を設立して誘致。同年、首相岸信介の特使として訪英。核実験の実施に遺憾の意を示す岸首相の書簡を英国首相ハロルド・マクミランに渡している。
1960年、安保闘争のさなかにキリスト教系の慈善団体「ワールド・ビジョン」のロバート・ピアス会長の協力を得て、クリスチャン・クルセードという反共の音楽会、説教会を催した。
1961年11月15日、民社党、全日本労働組合会議系労組は原水爆禁止日本協議会（原水協）から離脱し、核兵器禁止平和建設国民会議（核禁会議）を新たに結成した。初代議長には松下が選出された。
1962年10月1日から5日にかけて、アジア太平洋反共連盟の国際大会「アジア人民自由擁護大会」が東京商工会議所ビルで開催。岸信介が議長を務めた同大会で、松下は主席委員に名を連ねた。
1966年7月11日、総理府の付属機関として建国記念日審議会が発足し、10人の委員のうちの一人に選ばれる。松下は「2月11日」案に賛成した。

### 1967年東京都知事選挙

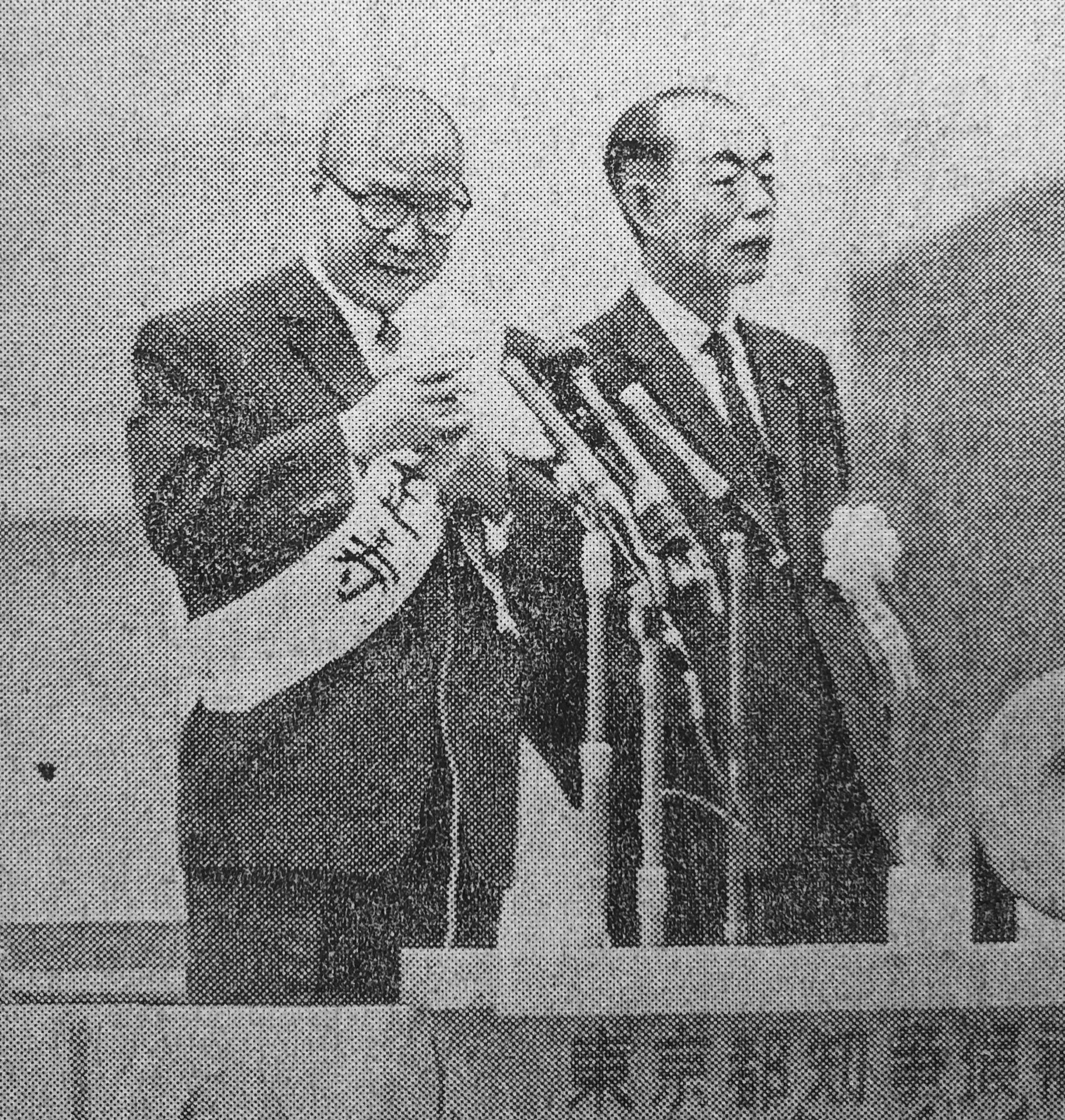
松下と自民党幹事長の福田赳夫（1967年3月21日）

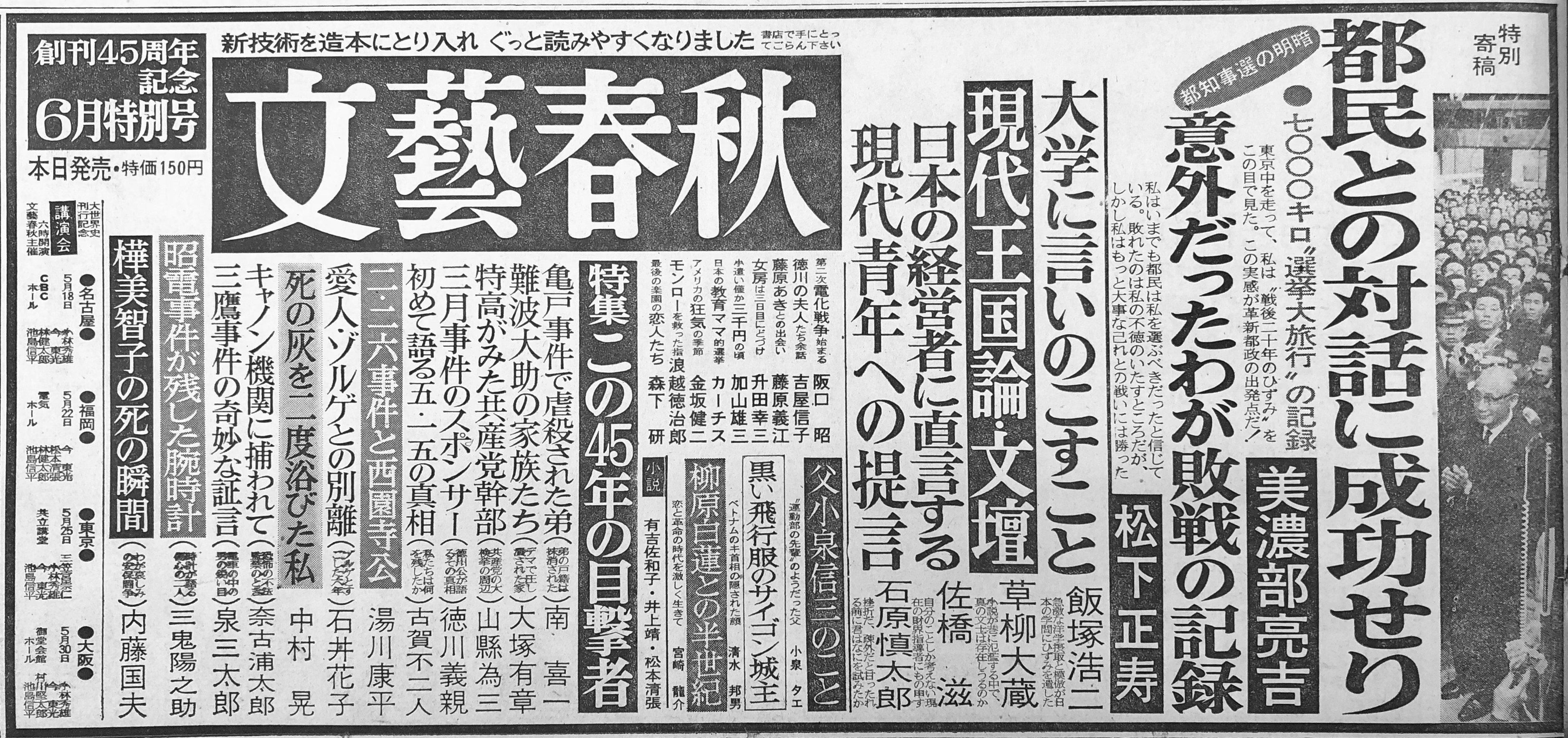
『文藝春秋』1967年6月号に都知事選を総括する文章「意外だったわが敗戦の記録」を寄稿した。

1967年、民社党都連会長で衆議院議員の麻生良方は、東京都知事選挙の候補者として松下に目を付け、直接打診した。松下は「核禁会議は僕が議長だが、民社党の機関じゃないよ」と言いつつも出馬の意向を示した。2月15日、党委員長の西尾末広は、共産党の都政進出を阻止することを目指し、松下の擁立を決定した。同年2月24日、自由民主党は、佐藤栄作首相の判断により松下の推薦を決定。3月13日、東京商工会議所の足立正会頭、経済団体連合会の佐藤副会長、経済同友会の木川田一隆代表幹事、日本経営者団体連盟の今里広記総理事らは大手町のパレスホテルに各業種団体の代表約60人を招き、松下の応援を依頼した。
同年3月21日、都知事選が告示され、松下を含む10人が立候補した。3月27日、松下は立教大学総長を辞任した。社会党・共産党両党と61項目にのぼる政策協定を結んだ美濃部亮吉とは対照的に、松下は「佐藤首相、西尾委員長とはツーカーの間柄だから、面倒な政策協定などは要らない」としばしば演説で述べた。4月5日、遊説先の多摩地域で「急性肺炎と極度の心臓衰弱」との診断を受け、同日から10日朝まで東京都議会議員の東村山市の土方洋一の自宅で静養し、10日は赤坂プリンスホテルで静養した。「松下再起不能」との観測が流れ、11日から選挙戦最終日の14日まで微熱をおして街頭演説を続けた。14日夜、銀座四丁目の選挙事務所で記者を前に、「男が大きなことに自分を賭ける。大変なスリルを感じる」「立教大学総長時代は立場上、共産主義の批判ができなかったが、選挙演説では堂々と自分の信念を述べることができた」と語った。15日投票。16日に開票が行われ、松下は社共推薦の美濃部亮吉に敗れた。
同年5月10日発売の『文藝春秋』6月号に「意外だったわが敗戦の記録」と題する文章を寄稿。「私はいまでも東京都民は私を都知事にすべきであったと思っている」「私の心の中には落選してすまなかったという気持と、もっと大事な戦い、すなわち、おのれの弱さと怠惰に対する闘争には見事に勝ったという勝利感とが共存している」と綴った。

### 参議院議員に当選
1968年7月の第8回参議院議員通常選挙に民社党公認で東京都選挙区から出馬し、初当選を果たした。
1971年4月27日、富士社会教育センターを設立した民社党委員長の西村栄一が死去。松下は同センターの2代目理事長に就任。
任期中の1973年、民社党の有力者から衆議院議員選挙への転身を打診され、文鮮明に相談。文は「民社党の衆議院議員になっても大臣になれないからやめた方がいい」とアドバイスした。参議院議員の仕事をつまらないと感じていた松下は1974年7月の第10回参議院議員通常選挙は出馬せず、1期で引退した。
1974年9月28日、統一教会の関連組織「世界平和教授アカデミー」の初代会長に就任。松下は月々60万円の手当を教団本部会計から受け取り、その他にも統一教会の指令を実行する度に一時金が支払われたりもした。文鮮明に対する崇敬の念は増した。同年11月、勲二等旭日重光章受章。
1975年2月28日、美濃部亮吉は定例記者会見で、同年4月の東京都知事選挙への3選出馬を強く否定した。同年3月6日、自民党参議院議員の石原慎太郎が都知事選出馬を正式に表明。石原陣営は民社党に協力を要請した。民社党内部では、自動車労連（現・日産労連）、鉄道労働組合、国税労組などが石原支持に早くから傾いたが、党都連幹部は「石原を支持したのでは110人が立候補した区議選、市議選がむちゃくちゃになる」として激しく反発した。同盟内のゼンセンや全金同盟、電労連も都連幹部の考えに同調した。3月10日、美濃部は翻意し、公明党委員長の竹入義勝と会見を開催。事実上の出馬の意思を明らかにした。混乱の中、民社党では一部が同盟顧問の滝田実を推したが、滝田は固辞した。そこで松下に打診したところ松下は快諾。3月12日、党は松下推薦を決定した。統一教会ならびに国際勝共連合は松下ではなく、石原を支援した。4月13日投票。松下は3位で落選。得票率5.14％により供託金（30万円）を没収された。当時の五大政党が正式推薦した候補者で供託金を没収されたのは都知事選では初めてのことであった。
1986年12月24日死去。85歳没。死没日をもって正四位に叙される。

## 人物

### 統一教会との関係
1969年、統一教会（現・世界平和統一家庭連合）会長の久保木修己から依頼され市民大学講座の学長に就任。これが統一教会との出会いだった。松下は開講提唱者である数学者の岡潔を講師として招聘した。しかし岡は、統一教会の全体主義的な教義に従う松下を「松下 知的センスゼロ」と激しく非難した。また岡は、講演箇所が固定的にならないよう、市民大学という名称も都市大学に変更するよう要請した。松下はこうした岡潔の指摘を受け入れると同時に岡を信奉していた。
参議院議員時代の1973年、民社党の有力者が衆議院議員選挙への出馬を松下に打診した。このときのことを松下は自著でこう書き記している。
文鮮明と面会するのは初めてであった。文から「民社党の衆議院議員になっても大臣になれないからやめた方がいい」との宣託を受けた松下は1974年7月の参院選には出馬せず、1期で退任した。
1974年9月28日、統一教会が中心になって世界平和教授アカデミーが設立され、初代会長に選出された。松下は「ニセ学者への対抗」が団体創設の趣旨と説明している。松下の考えによればニセ学者とは「左翼系の学者」のことであり、防衛問題を巡る議論の障害になると批判した。
1975年1月1日、「世界日報」が創刊。同年、同紙の論説委員に就任。1976年12月、任期満了による衆院選が行われるが、文の助言にしたがい立候補しなかった。
1976年12月17日、文を讃える第2回「希望の日晩餐会」が帝国ホテルで開催。名誉実行委員長は第1回（1974年5月7日）と同様、岸信介が務めた。松下は石原慎太郎、船田中、増田甲子七らと出席した。
1979年2月24日、国際勝共連合と自民党の国防関係国会議員が中心となり、「スパイ防止法制定促進国民会議」が設立された。呼びかけ人は木内信胤、朝比奈宗源、宇野精一、郷司浩平、宝井馬琴、三輪知雄の6人。サンケイ会館で設立発起人総会が開かれ、松下は発起人に名を連ねた。
同年6月、世界日報社から、監訳を務めたフレデリック・ソンターク著『文鮮明と統一教会 その人と運動をさぐる』を刊行。同年7月、ソウル・ロッテホテルにおける国際学術会議で韓国語によるスピーチを行った。
同年、宗教新聞社の社主となる。
1983年5月24日、日韓トンネル研究会が設立。松下はホテルニューオータニで開かれた設立総会で呼びかけ人代表として挨拶を述べた。
1984年、文鮮明の人物像や理念を紹介した『文鮮明 人と思想』を上梓。
1985年、「国際ハイウェイ・日韓トンネルの構想は国際文化財団の創設者である文鮮明先生のものである。我々は先ずこの素晴らしい構想に対して感謝しよう」と書き記した。
1987年1月16日、統一教会本部において松下の昇華追悼式が挙行された。

### 親族
- 母：亀徳しづ（1878-1966）。立教女学校出身[13]。助産婦の先駆者の一人で、正寿と同じく八戸中学改め八戸高校の出身である三浦哲郎を取り上げた人である。三浦の小説「しづ女の生涯」はしづからの話で1967年に発表したもの。しづの実家である松下家は八戸にあり、しづの京都での助産行為の習得により故郷へ戻ることになった。父は宣教師。
- 兄：亀徳正臣。亀徳の友人に、黒澤明を支えた脚本家・小国英雄がいる。正臣は小国に武者小路実篤の作品などを紹介し、大きな影響を与えた。
- 子：松下満雄。東京大学名誉教授。立教大学出身[13]。
- 義父：元田作之進[12]。

## 主な役職
- 日本評論家協会会長
- 核兵器禁止平和建設国民会議（核禁会議）議長（1961年）
- 核兵器禁止宗教者平和使節団団長（1963年）
- 富士社会教育センター2代目理事長（教育部門・富士政治大学校）[49][40]
- 市民大学講座学長（1969年）
- 八戸市民大学講座講師（1971年[50]）
- 民社法曹協会会長（1972年）
- 世界平和教授アカデミー初代会長（1974年）
- 日韓親善協会中央会会長（1977年）
- 日本シンボリック相互作用論学会会長（1977年）[51]
- 宗教新聞社社長（1979年）
- 日本超教派キリスト教協会会長（1981年）
- 国際クリスチャン教授協議会会長（1981年）

## 著書

### 単著
- 「米国戦争権論」（有斐閣、1940）
- 政治と教育 小學館 1941.11
- フィリピン 朝日新聞社、1942
- 米洲広域国際法の基礎理念 有斐閣、1942
- 國際平和の組織 總力戰研究所 1943.3
- 調査局調書米国汎米政策の基調 日本外政協会、1944
- 万邦共栄論 文松堂、1945
- 「アメリカ憲法解説」（国際総合研究所、1946）
- 無限の和 展望社 1959
- 鷲の目 門林社 1961
- ひとりの人間 白凰社 1961
- 明日をひらく思考 東都書房 1967
- 「お茶の間の政治学」（本田書房 1967年）
- 野たれ死の思想 富士社会教育センター出版局 1973
- 「野に叫ぶ声―松下正寿・私の文明論」（教育出版センター、1980年6月）
- 「聖徳太子～政治家として～」（ライフ出版、アートプロダクション・ノア 1982年1月）
- 『文鮮明 : 人と思想』善本社、1984年5月31日。NDLJP:12281867。
- 「リンカーンと聖徳太子 マルクス主義とキリスト教 松下正寿遺稿集」（光言社、1987年3月）

### 編著
- フィリッピン文化 第4回日比学生会議 理想社出版部 1941
- 芸術と政治:生への反逆 エク・ディエス選書 1 市民大学講座出版局 1977.12
- 技術の思想 エク・ディエス選書 2 市民大学講座出版局 1978.3
- 岡潔講演集 エク・ディエス選書 3 市民大学講座出版局 1978.10
- 科学と自由文明 自由文明の課題part1 学陽書房 1982.5
- 防衛と言論の責任 自由文明の課題part2 学陽書房 1982.5

### 監訳
- Sontag Frederick, 松下正壽『文鮮明と統一教会 : その人と運動をさぐる』世界日報社、1979年。doi:10.11501/12280003。 NCID BN06415489。全国書誌番号:80012888。

### 電子テキスト
- 松下正寿「自由を識る巨人（Ｂ.ラッセル）」
- 松下正寿「バートランド・ラッセルの宗教観」 『ラッセル協会会報』n.15（1970年5月）p.17.